# Сирійська кухня

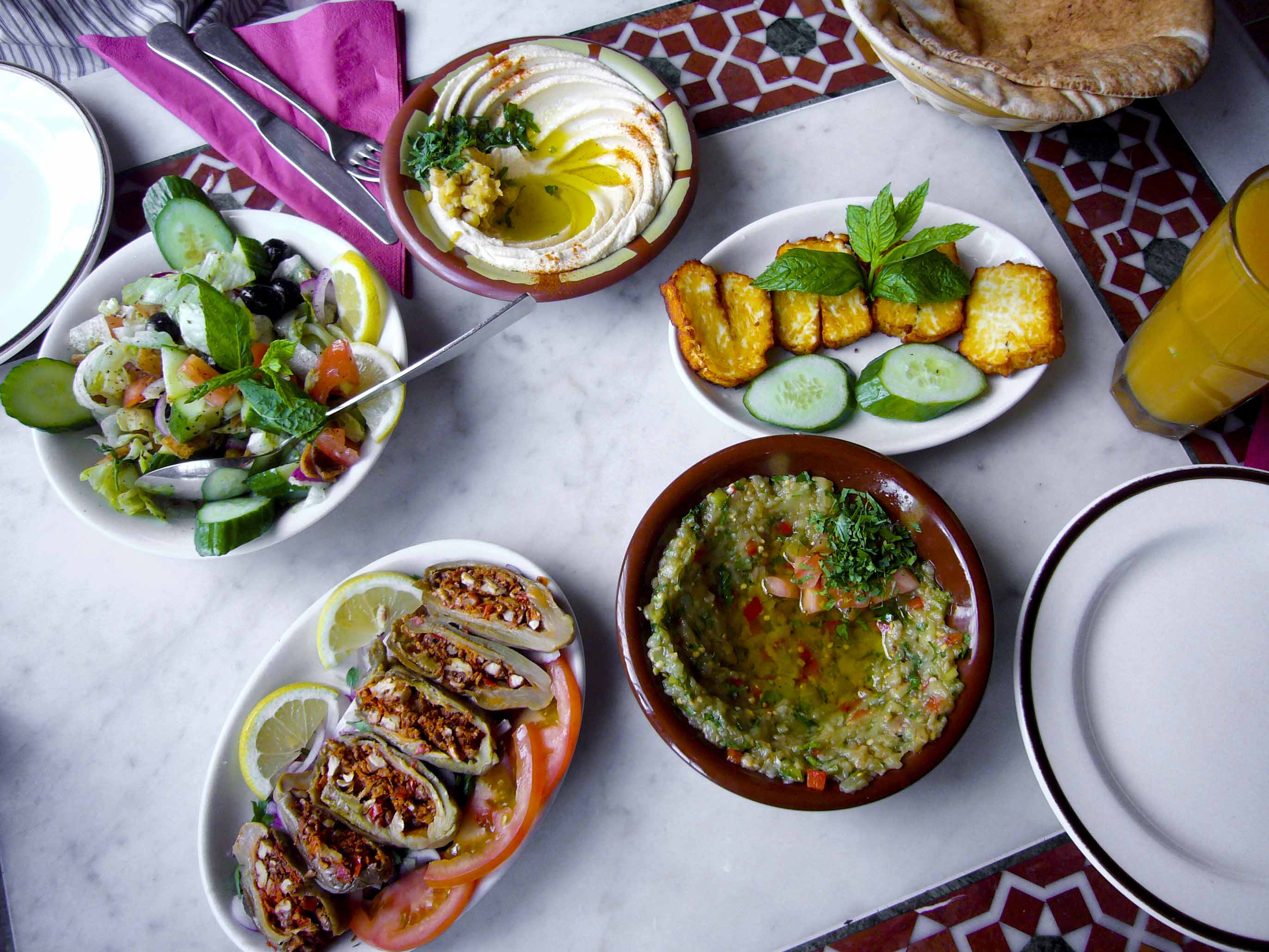
Сирійська їжа, з макдусом в лівому нижньому кутку; за годинниковою стрілкою продовжуються сирійський салат, хумус, халумі і бабагануш, у правому верхньому кутку частково видно лаваш

Сирійська кухня є різновидом арабської кухні з сильними місцевими традиціями, у яких помітний кавказький вплив. Сирія — країна зі стародавньою землеробською культурою, де відсутні грубо приготовані інгредієнти. Багато перемеленої (кіббех, фалафель), пастоподібної їжі (хумус). Поширені страви з баклажану (мусака). Присутні й варені боби (фул медамес), що нагадують про старозавітну сочевичну юшку. Нерідко прикрасою основної страви може бути рубана зелень (табуле). Переважають горіхові десерти і печива (пахлава, польворон). Традиційними для Сирії є кунжутові приправи (тахіні).